# Carolina Dijkhuizen
 Carolina Dijkhuizen, née le 31 mars 1980 à Cali,, est une actrice, chanteuse et auteure-compositrice-interprète néerlandaise.

## Carrière
Carolin naît en 1980 à Cali de parents afro-colombiens. Très jeune, elle se fait adopté par une famille néerlandaise.

## Filmographie

### Cinéma et téléfilms
- 2002 : Spangen (nl) : Susanna
- 2005-2008 : Parels & Zwijnen (nl) : Monique
- 2006 : Sl8n8 (nl) : Liesbeth
- 2007 : Spoorloos verdwenen (nl) : Mala Brampasjin
- 2007 : Sportlets : Athletica
- 2011 : Verborgen Gebreken (nl) : La Toya
- 2015 : Meiden van de Herengracht (nl) : Tamara Tekker
- 2016 : Moordvrouw : La gynécologue Joyce

## Discographie

### Album studio
- 2016 : More Than A Woman (Tribute To Bee Gees) (sorti le 14 octobre 2016)[3]

### Comédies musicales
- 2001-2003 : Aïda : Aïda
- 2004-2006 : The Lion King : Nala
- 2006-2007 : Bubbling Brown Sugar (en) : Young Irene/Marsha
- 2013-2014 : Sister Act : Deloris van Cartier
- 2015 : Dreamgirls (nl) : Deena Jones
- 2015-2016 : The Bodyguard : Nicki Marron
- 2017-2018 : Vamos! : Puk